# Humbertioturraea decaryana
Humbertioturraea decaryana là một loài thực vật có hoa trong họ Meliaceae. Loài này được (Danguy) Cheek mô tả khoa học đầu tiên năm 1989.